# الحدود الأردنية السورية

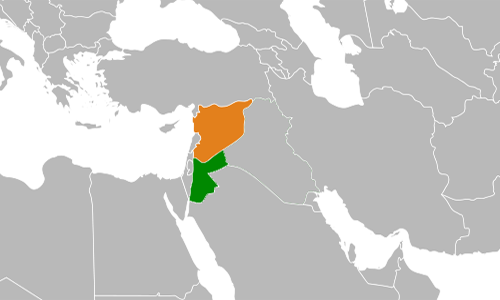
موقع الأردن (بالأخضر) وسوريا (بالبرتقالي)

الحدود السورية الأردنية هي الحدود التي تربط بين الجمهورية العربية السورية والمملكة الهاشمية الأردنية وتمتد على طو 375 كم.
تم إنشاء هذه الحدود عام 1921 أي عقب تأسيس إمارة شرق الأردن.[بحاجة لمصدر]
عمومًا تمتد الحدود إلى الجنوب مع مرتفعات الجولان التي احتلتها إسرائيل كما تمتد الحدود على طول نهر اليرموك، وتصل للشرق حيث تمر بين الرمثا ودرعا عبر مركز حدود الرمثا إلى مركز نصيب الحدودي ما بين عمّان ودمشق، أما الحدود الشرقية فتمتد على طول 32°18′40″N 36°50′18″E / 32.3112°N 36.8382°E حيث تمر في خط مستقيم عبر الصحراء السورية التي تنتهي في الحدود الأردنية–السورية-العراقية (33°22′29″N 38°47′37″E / 33.3747°N 38.7936°E).